# Thaumatopsis
Thaumatopsis is een geslacht van vlinders van de familie grasmotten (Crambidae), uit de onderfamilie Crambinae.

## Soorten
- T. actuellus Barnes & McDunnough, 1918
- T. atomosella Kearfott, 1908
- T. bolterellus Fernald, 1887
- T. coloradella Kearfott, 1908
- T. crenulatella Kearfott, 1908
- T. daeckellus Kearfott, 1903
- T. digrammellus Hampson, 1919
- T. dimediatellus Grote, 1883
- T. edonis Grote, 1880
- T. fernaldella Kearfott, 1905
- T. fieldella Barnes & McDunnough, 1912
- T. floridella Barnes & McDunnough, 1913
- T. gibsonella Kearfott, 1908
- T. idion Dyar, 1919
- T. lagunella Dyar, 1912
- T. magnificus Fernald, 1891
- T. melchiellus Druce, 1896
- T. nortella Kearfott, 1905
- T. pectinifer Zeller, 1877
- T. pexellus Zeller, 1863
- T. repandus Grote, 1880
- T. solutellus Zeller, 1863
- T. striatella Fernald, 1896